# Leucanopsis sporina
Leucanopsis sporina är en fjärilsart som beskrevs av William Schaus 1941. Leucanopsis sporina ingår i släktet Leucanopsis och familjen björnspinnare. Inga underarter finns listade i Catalogue of Life.